# Vejle Amt
Vejle Amt byl dánský okres. Ležel v jihovýchodní části Jutského poloostrova. Hlavní město bylo Vejle.

## Města a obce
(počet obyvatel k 1. červnu 2005)
| - Brædstrup (8 828) - Børkop (11 608) - Egtved (15 430) - Fredericia (49 218) - Gedved (10 281) - Give (14 045) - Hedensted (17 032) - Horsens (58 754) | - Jelling (5 780) - Juelsminde (15 654) - Kolding (63 652) - Lunderskov (5 491) - Nørre Snede (7 236) - Tørring-Uldum (12 509) - Vamdrup (7 531) - Vejle (56 277) |